# ウメガサソウ属
ウメガサソウ属（ウメガサソウぞく、学名：Chimaphila、和名漢字表記：梅笠草属）はツツジ科の属の一つ。
新エングラー体系やクロンキスト体系など、古い分類体系ではイチヤクソウ科の属とされていた。

## 特徴
常緑の草状の小低木。植物体は緑色だが、部分的菌従属栄養植物である。地下茎が長くはい、そこから地上茎が直立する。葉は、地上茎に年次が異なるものが2-3段に3-6個ずつ輪生状に集まってつき、各段の間には鱗片葉が互生してつく。葉には短い葉柄があり、質は革質となる。
花は、茎の先に散房花序をつけ、1-8個を下向き、ときに横向きにつける。萼は5裂し、萼裂片は縁が毛状に不規則に裂け、果時まで残存する。花は5個の花弁が離生して広鐘形になり、放射相称になる。雄蕊は10個あり、葯の上端の孔から花粉を散らす。花粉は4集粒。花柱は短く太く、柱頭は深く5裂する。果実は扁球状の蒴果で5室からなり、胞背裂開する。種子は小さく、両端がとがる長楕円形になる。

## 分布
世界に5種あり、日本のほか、ブータン、中国大陸、朝鮮半島、ロシア、ヨーロッパ、北アメリカ、中央アメリカに分布する。日本には2種ある。

## 種
学名の記載はYListおよびThe Plant Listによる。

### 日本に分布する種
- ウメガサソウ Chimaphila japonica Miq. - 花は1-2個つく。日本では、北海道、本州、四国、九州に、世界では、樺太、千島列島、朝鮮半島、中国大陸（中部・東北部）に分布する[1]。
- オオウメガサソウ Chimaphila umbellata (L.) W.P.C.Barton - 花は散房状に3-9個つく。日本では、本州の茨城県以北の太平洋側から北海道に、世界では、ヨーロッパ、アジア、北アメリカの周極地方に広く分布する[1][5]。

### 国外に分布する種
- Chimaphila maculata (L.) Pursh
- Chimaphila menziesii (R.Br. ex D.Don) Spreng.
- タイワンウメガサソウ Chimaphila monticola Andres

## ギャラリー
- ウメガサソウ
- オオウメガサソウ
- Chimaphila maculata
- Chimaphila menziesii